# (15905) Berthier
(15905) Berthier (1997 SV15) – planetoida z grupy pasa głównego asteroid okrążająca Słońce w ciągu 4,03 lat w średniej odległości 2,53 j.a. Odkryta 27 września 1997 roku.